# South Fork Township (comté d'Audrain, Missouri)
South Fork Township est un township du comté d'Audrain dans le Missouri, aux États-Unis,. En 2010, le township comptait une population de 5 431 habitants.

## Source de la traduction
- (en) Cet article est partiellement ou en totalité issu de l’article de Wikipédia en anglais intitulé « South Fork Township, Audrain County, Missouri » (voir la liste des auteurs).